# .tt
.tt는 트리니다드 토바고의 국가 코드 최상위 도메인이다.
TTNIC(The Trinidad and Tobago Network Information Centre)는 2차 도메인을 위해 tt의 등록을 허가하고 있으며, 3차 도메인의 경우 다음의 도메인을 허용하고 있다: co.tt, com.tt, org.tt, net.tt, biz.tt, info.tt, pro.tt, int.tt, coop.tt, jobs.tt, mobi.tt, travel.tt, museum.tt, aero.tt, tel.tt, name.tt